# Pat Danner
Patsy Ann Danner, detta Pat (Louisville, 13 gennaio 1934), è una politica statunitense, membro della Camera dei Rappresentanti per lo stato del Missouri dal 1993 al 2001.

## Biografia
Laureata in scienze politiche, da giovane la Danner lavorò per alcuni politici democratici ed ebbe un incarico nell'amministrazione Carter.
Nel 1976 cercò di conquistare un seggio al Congresso, ma venne sconfitta nelle primarie. Nel 1982 venne eletta al Senato di stato del Missouri e ottenne altri due mandati nel 1986 e nel 1990.
Nel 1992 riuscì a battere il deputato repubblicano in carica Tom Coleman e venne poi riconfermata nel 1994, nel 1996 e nel 1998.
Nel 2000 la Danner scoprì di essere affetta da un cancro al seno e così scelse di non chiedere la rielezione per sottoporsi a delle terapie. Per il suo seggio si candidò suo figlio Steve, che tuttavia venne sconfitto dal repubblicano Sam Graves.
Dopo il ritiro dalla politica, la Danner tornò a vivere a Kansas City.
| Controllo di autorità | VIAF (EN) 53864525 · ISNI (EN) 0000 0000 4417 9621 · LCCN (EN) no2004075699 |